# Apol·loni (llibert)
Apol·loni (en grec Απολλώνιος) va ser un llibert de Cras al que sempre va ser molt lleial. Va viure al segle i aC.
Va ser un bon amic de Ciceró i va servir a l'exèrcit de Juli Cèsar durant la guerra alexandrina i després el va seguir a Hispània. Era un home amb gran facilitat per aprendre i molt constant, i volia escriure una història sobre les lluites de Cèsar. Per aquest motiu Ciceró li va donar una carta de recomanació molt elaborada dirigida a Juli Cèsar.